# Rádiófrekvenciás zavar
A rádiófrekvenciás zavar valamilyen nem kívánt elektromágneses energiának valamely rádiótávközlési szolgálatban a vételre gyakorolt hatása, amely az átvitel minőségének olyan csökkenésében, az információ olyan torzulásában, illetőleg veszteségében jelentkezik, ami elkerülhető lett volna a nem kívánt energia megjelenése nélkül.

## Rádiózavarok forrásai

### Természetes eredetű zavarforrások
A természetes eredetű rádiófrekvenciás zavarok forrásai valamilyen természeti jelenségre vezethetők vissza:
- Villámlás: a leggyakoribb és legerősebb természetes zavarforrás. A hosszú hullámú rádiófrekvenciás tartományokban a legerősebb a hatása, a frekvencia növekedésével csökken a hatása. Ultrarövidhullámokon és deciméteres hullámokon a hatása enyhébb, centiméteres hullámokon elhanyagolható.
- Porvihar: a súrlódás következtében feltöltődött porszemcsék között létrejövő apró elektromos kisülések okozzák. Hosszú- közép- és rövidhullámon fejt ki jelentősebb zavaróhatást.
- Napkitörés: Elsődleges hatása a megnövekedett háttérzaj, amelyet a Föld mágneses terébe került ionizált részecskék okoznak. Ezek a részecskék körpályára kényszerülve okoznak rádiófrekvenciás szinkrotron-sugárzást. Másodlagos hatása, hogy az ionoszféra tükrözővé válik, olyan frekvenciákon is, ahol ez a hatás normál körülmények között nem jön létre. Ilyenkor a zavaró hatást egy másik, az átviteli csatornában nem kívánt nem kívánt adás megjelenése okozza, ami térhullámokon keresztül jut a vevőhöz.

A természetes eredetű zaj Q kódja: QRN
A forgalmazás során a zaj erősségét is megadhatjuk: QRN 3
A zaj erősségének jellemzése 5-ös skálán történik:
| QRN | Jelentés  |
| --- | --------- |
| 1   | nincs     |
| 2   | enyhe     |
| 3   | mérsékelt |
| 4   | erős      |
| 5   | extrém    |

### Mesterséges eredetű zavarforrások
A mesterséges eredetű rádiózavarok forrásai valamilyen ember által készített eszköz. A mesterséges eredetű zavaroknak több tipusa van:
- üzemi eredetű zavar
- hibás vagy hiányos készülék okozta zavar
- szándékos zavarás

A mesterséges eredetű zaj Q kódja: QRM
A forgalmazás során a zaj erősségét is megadhatjuk: QRM 3
A zaj erősségének jellemzése 5-ös skálán történik:
| QRM | Jelentés  |
| --- | --------- |
| 1   | nincs     |
| 2   | enyhe     |
| 3   | mérsékelt |
| 4   | erős      |
| 5   | extrém    |

#### Üzemi eredetű zavarok
Amikor valamilyen készülék, vagy ipari eszköz felépítéséből adódóan, üzemszerűen valamilyen rádiófrekvenciás zajt generál. Az ilyen eszközöket minden esetben zavarvédelemmel, árnyékolással kell ellátni, amit úgy terveznek, hogy a lehető legkisebb mértékű legyen a környezetébe kisugárzott teljesítmény. Ilyen eszközök:
- kapcsolóüzemű tápegységek
- telefontöltők
- számítógépek, laptopok
- inverterek
- belső égésű motor gyújtása
- szénkefés motorok
- ívhegesztés
- távvezetékek, koronakisülés

#### Hibás vagy hiányos készülék okozta zavar
Amikor valamilyen berendezés normál működési állapotában nem okoz zavart, viszont valamilyen hiba, vagy hiányos tervezés miatt rádiófrekvenciás zajt sugároz.
Olcsó, bizonytalan eredetű készülékeknél fennáll a lehetőség, hogy a gyártó a zavarszűrő áramköröket vagy a megfelelő árnyékolást nem építette be a készülékbe. A készülék működésében ez nem okoz gondot, de előfordul, hogy egy ilyen készülék több tíz, vagy több száz méteres hatósugárban jelentős rádiófrekvenciás zavart okoz.
Az elektromos hálózat hibája is okozhat rádiózavarokat. A leggyakoribb oka a hibás kontaktus, vagy a védőföld hibája, gyenge védőföld, esetleg a védőföld hiánya.

#### Szándékos zavarás
Egy adott frekvencián, vagy csatornán az átvitel célzott zavarása, a kommunikáció ellehetetlenítése.
- Katonai tevékenység: az ellenség kommunikációjának ellehetetlenítése.
- Állami tevékenység: a kommunista diktatúrákban gyakori volt, hogy egy adott állam területén a külföldről sugárzott adásokat zavarták.
- Rádióhuligánok: a rádióforgalom öncélú zavarása. CB, PMR, és rádióamatőr sávokon időnként előfordul. A rádióhuliganizmust a törvény bünteti.

## Rádiózavarok terjedési közegei
Terjedési közeg alapján megkülönböztetünk szórt zavart és vezetett zavart.

### Szórt zavar
Szórt zavarról akkor beszélünk, amikor a zavar a levegőben terjed, elektromágneses hullám formájában.

### Vezetett zavar
Vezetett zavarról akkor beszélünk, amikor a zavarjel a vezetékben terjed. Vezetett zavar ellen leginkább megfelelő sávszűrővel és jó illesztéssel lehet védekezni. A vezetett zavar nem csak az antennabemeneten juthat be egy készülékbe, hanem a tápforrás irányából, vagy bármely csatlakozón keresztül.

### Szórt és vezetett zavar kapcsolata
A szórt és a vezetett zavar nem minden esetben választható el egymástól, egy árnyékolatlan vagy nem megfelelő árnyékolású vezető is vehet fel zavarjelet, vagy sugározhat zavarjelet, vagyis a szórt zavar átalakulhat vezetett zavarrá, illetve a vezetett zavar szórt zavarrá. Egy vezeték hossza minél inkább közelít a zavarjel hullámhosszának negyedéhez, annál inkább fel tudja venni a környezetéből, vagy ki tudja sugározni.